# Ib Laursen
Ib Laursen (født 26. september 1926 i København) er en cykelrytter fra Danmark. Hans foretrukne disciplin var banecykling.
Han var en af de bedste danske baneryttere i de første efterkrigssæsoner. Ved Københavns seksdagesløb i 1952 blev han nummer to sammen med makker Alvaro Giorgetti.